# Giro del Lussemburgo 1965
Il Giro del Lussemburgo 1965, ventinovesima edizione della corsa, si svolse dall'11 al 14 giugno su un percorso di 749 km ripartiti in 4 tappe (la seconda suddivisa in due semitappe), con partenza a Lussemburgo e arrivo a Esch-sur-Alzette. Fu vinto dal britannico Vin Denson della Ford France-Gitane davanti al francese Jean-Claude Lebaube e all'olandese Arie den Hartog.

## Tappe
| Tappa  | Data      | Percorso                                 | km   | Vincitore di tappa  | Leader cl. generale |
| ------ | --------- | ---------------------------------------- | ---- | ------------------- | ------------------- |
| 1ª     | 11 giugno | Lussemburgo > Lussemburgo                | 199  | Rik Van Looy        | Rik Van Looy        |
| 2ª-1ª  | 12 giugno | Lussemburgo > Remich (cron. individuale) | 30,8 | Jean-Claude Lebaube | Jean-Claude Lebaube |
| 2ª-2ª  | 12 giugno | Remich > Bettembourg                     | 141  | Rik Van Looy        | Jean-Claude Lebaube |
| 3ª     | 13 giugno | Bettembourg > Diekirch                   | 201  | Vin Denson          | Vin Denson          |
| 4ª     | 14 giugno | Diekirch > Esch-sur-Alzette              | 177  | Rik Van Looy        | Vin Denson          |
| Totale | Totale    | Totale                                   | 749  |                     |                     |

## Dettagli delle tappe

### 1ª tappa
- 11 giugno: Lussemburgo > Lussemburgo – 199 km

| Pos. | Corridore      | Squadra      | Tempo    |
| ---- | -------------- | ------------ | -------- |
| 1    | Rik Van Looy   | Solo-Superia | 5h07'04" |
| 2    | Willy Bocklant | Flandria     | s.t.     |
| 3    | Willy Monty    | Pelforth     | s.t.     |

| Pos. | Corridore    | Squadra      | Tempo |
| ---- | ------------ | ------------ | ----- |
| 1    | Rik Van Looy | Solo-Superia |       |

### 2ª tappa - 1ª semitappa
- 12 giugno: Lussemburgo > Remich (cron. individuale) – 30,8 km

| Pos. | Corridore           | Squadra     | Tempo  |
| ---- | ------------------- | ----------- | ------ |
| 1    | Jean-Claude Lebaube | Ford France | 54'53" |
| 2    | Arie den Hartog     | Ford France | a 22"  |
| 3    | Henri Anglade       | Pelforth    | a 26"  |

| Pos. | Corridore           | Squadra     | Tempo |
| ---- | ------------------- | ----------- | ----- |
| 1    | Jean-Claude Lebaube | Ford France |       |

### 2ª tappa - 2ª semitappa
- 12 giugno: Remich > Bettembourg – 141 km

| Pos. | Corridore         | Squadra      | Tempo    |
| ---- | ----------------- | ------------ | -------- |
| 1    | Rik Van Looy      | Solo-Superia | 3h46'09" |
| 2    | Julien Haelterman | Flandria     | s.t.     |
| 3    | Ward Sels         | Solo-Superia | s.t.     |

| Pos. | Corridore           | Squadra     | Tempo |
| ---- | ------------------- | ----------- | ----- |
| 1    | Jean-Claude Lebaube | Ford France |       |

### 3ª tappa
- 13 giugno: Bettembourg > Diekirch – 201 km

| Pos. | Corridore      | Squadra     | Tempo    |
| ---- | -------------- | ----------- | -------- |
| 1    | Vin Denson     | Ford France | 6h17'04" |
| 2    | Willy Bocklant | Flandria    | a 1'39"  |
| 3    | Jo De Roo      | Televizier  | s.t.     |

| Pos. | Corridore  | Squadra     | Tempo |
| ---- | ---------- | ----------- | ----- |
| 1    | Vin Denson | Ford France |       |

### 4ª tappa
- 14 giugno: Diekirch > Esch-sur-Alzette – 177 km

| Pos. | Corridore       | Squadra      | Tempo    |
| ---- | --------------- | ------------ | -------- |
| 1    | Rik Van Looy    | Solo-Superia | 4h58'50" |
| 2    | Ward Sels       | Solo-Superia | s.t.     |
| 3    | Gerben Karstens | Televizier   | s.t.     |

| Pos. | Corridore           | Squadra     | Tempo     |
| ---- | ------------------- | ----------- | --------- |
| 1    | Vin Denson          | Ford France | 20h44'40" |
| 2    | Jean-Claude Lebaube | Ford France | a 11"     |
| 3    | Arie den Hartog     | Ford France | a 17"     |

## Classifiche finali

### Classifica generale
| Pos. | Corridore              | Squadra                  | Tempo     |
| ---- | ---------------------- | ------------------------ | --------- |
| 1    | Vin Denson             | Ford France-Gitane       | 20h44'40" |
| 2    | Jean-Claude Lebaube    | Ford France-Gitane       | a 11"     |
| 3    | Arie den Hartog        | Ford France-Gitane       | a 17"     |
| 4    | Henri Anglade          | Pelforth-Sauvage-Lejeune | a 32"     |
| 5    | Frans Brands           | Flandria-Roméo           | a 48"     |
| 6    | Willy Bocklant         | Flandria-Roméo           | a 1'09"   |
| 7    | Edy Schütz             | Flandria-Roméo           | a 1'13"   |
| 8    | Willy Monty            | Pelforth-Sauvage-Lejeune | a 1'45"   |
| 9    | Bernard Vandekerckhove | Solo-Superia             | a 1'46"   |
| 10   | Rik Van Looy           | Solo-Superia             | a 2'19"   |